# David McGillivray (scénariste)
Pour les articles homonymes, voir David McGillivray et McGillivray.
David McGillivray est un scénariste, producteur et acteur britannique, né le 7 septembre 1947 à Londres.

## Biographie
David McGillivray est connu pour son travail comme scénariste dans des films d'horreur souvent réalisés par Pete Walker ou Norman J. Warren.

## Filmographie

### comme scénariste
- 1973 : White Cargo
- 1974 : The Hot Girls (court métrage)
- 1974 : Flagellations (House of Whipcord)
- 1974 : Frightmare
- 1954 : I'm Not Feeling Myself Tonight
- 1976 : Mortelles confessions (House of Mortal Sin)
- 1976 : Schizo
- 1976 : Esclave de Satan
- 1978 : La Terreur des morts-vivants
- 1980 : The Errand (court métrage)
- 1981 : De dame en de marskramer
- 1987 : Turnaround
- 1995 : Doing Rude Things (téléfilm)
- 1998 : Prickly Heat (série télévisée)
- 2005 : Favoritisme (série télévisée)
- 2005 : Mrs. Davenport's Throat
- 2006 : Mercredi (court-métrage)
- 2006 : In the Place of the Dead (court-métrage)
- 2006 : The Bitchiest Ever TV Moments (documentaire)
- 2008 : We're Ready for You Now (court-métrage)
- 2011 : Tincture of Vervain (court-métrage)

### comme acteur
- 1973 : White Cargo : Le commerçant
- 1974 : The Hot Girls Le journaliste
- 1973 : Special Branch (série télévisée) : Ernie
- 1974 : Flagellations : Joe Cavan
- 1974 : Frightmare : Le docteur
- 1976 : I'm Not Feeling Myself Tonight : Un invité
- 1976 : Schizo : L'homme durant la séance
- 1976 : Esclave de Satan : Le prêtre
- 1978 : Retour : Le reporter
- 1979 : Can I Come Too? (court métrage) : Un critique
- 2002 : Contact : Le maître d'hôtel
- 2004 : The Quiet Storm : Hans Zimmer
- 2006 : The Adventures of George the Projectionist : Le reporter
- 2006 : In the Place of the Dead (court-métrage) : L'anglais
- 2010 : Unhappy Birthday : Landlord
- 2011 : Tincture of Vervain (court-métrage) : Entrepreneur
- 2012 : The Bloody Mary Show (série télévisée) : Herzog

### comme producteur
- 1980 : The Errand (court métrage)
- 2005 : Mrs. Davenport's Throat
- 2006 : Mercredi (court-métrage)
- 2006 : In the Place of the Dead (court-métrage)
- 2007 : We're Ready for You Now (court-métrage)
- 2008 : Abracadaver! (court-métrage)
- 2010 : Greensleeves (court-métrage)
- 2011 : Tincture of Vervain (court-métrage)
- 2011 : A Kiss from Grandma (court-métrage)
- 2012 : Fragments: The Incomplete Films of Peter de Rome (documentaire sur Peter de Rome)